# Lukman

"Luqman Hakim" (Lukman Den vise) i arabisk islamisk kalligrafi.

Lukman, Luqman, Lokman eller Loqman, den vise, var en arabisk fabeldiktare.
Han levde, enligt judiska traditioner, på kung Davids tid i nabatéernas land, emellan Döda havet och Röda havet. Han var enligt arabiska kommentatorer släkt med den bibliske Job. Han blev berömd dels genom sin vishet, dels genom sitt predikande av den ende rätte Guden emot de hedniske nabatéernas mångguderi.
Honom tillskrivs en mängd populära vishetsord, epigrammatiska anekdoter och tänkespråk, sedelärande fabler. Lukman anges som författare till en mängd medeltida fabler, en arabisk motsvarighet till Aisopos, vilka bland annat utgetts av Joseph Derenbourg, Fables de Loqmân le Sage (1850). 
Han omtalas och citeras i Koranens 31:a sura, som har namnet, Luqman.